# Brad Lancaster

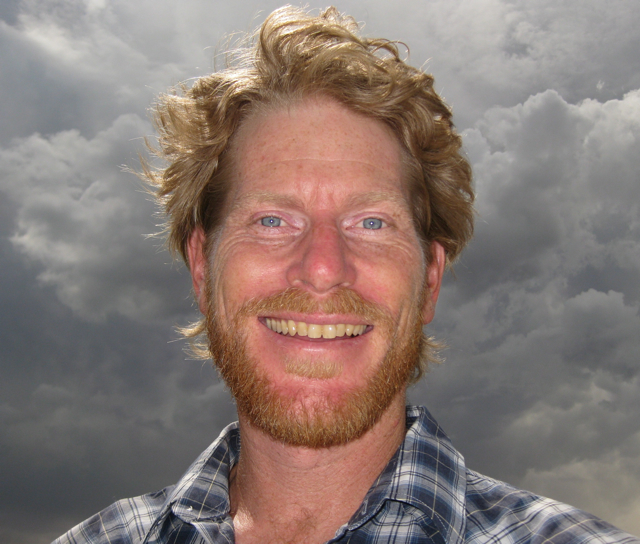
Brad Lancaster

Brad Stewart Lancaster (nascido em 1967) é um especialista na área de coleta de água da chuva e gerenciamento de água. Também é professor de permacultura, designer, consultor e co-fundador da Desert Harvesters, uma organização sem fins lucrativos.
Lancaster mora em um terreno de 506 m²) no centro de Tucson, nos Estados Unidos, onde a precipitação é inferior a 300 mm por ano. Em tais condições áridas, Lancaster demonstra que capturar mais de 380 mil litros de água da chuva e utilizá-la para regar árvores que dão sombra, hortas abundantes e uma paisagem próspera é uma opção muito mais viável do que o escoá-la por bueiros pela rede de esgoto, como ocorre no sistema convencional utilizado por sua cidade.
Lancaster ajudou a legalizar a coleta da água de chuva em Tucson. O processo inclui o corte do meio-fio para permitir que a água de chuva que corre pela rua possa irrigar livremente a vegetação plantada nas calçadas especificamente para a produção de alimentos. Depois de provar o conceito, realizando cortes até então ilegais no meio-fio em frente a sua casa e a de seu irmão, Lancaster trabalhou com a prefeitura de Tucson para legalizar, aprimorar e incentivar o processo.
Lancaster cocriou e agora co-organiza o programa Neighborhood Foresters, que desde 1996 coordena equipes voluntárias de moradores para plantar e fazer a gestão de mais de 1.500 árvores nativas produtoras de alimentos e de centenas de espécies nativas de sub-bosque, também produtoras de alimentos, dentro ou ao lado de aterros para a captação de água em seu bairro, ajudando e treinando voluntários de outros bairros para realizar esforços semelhantes.

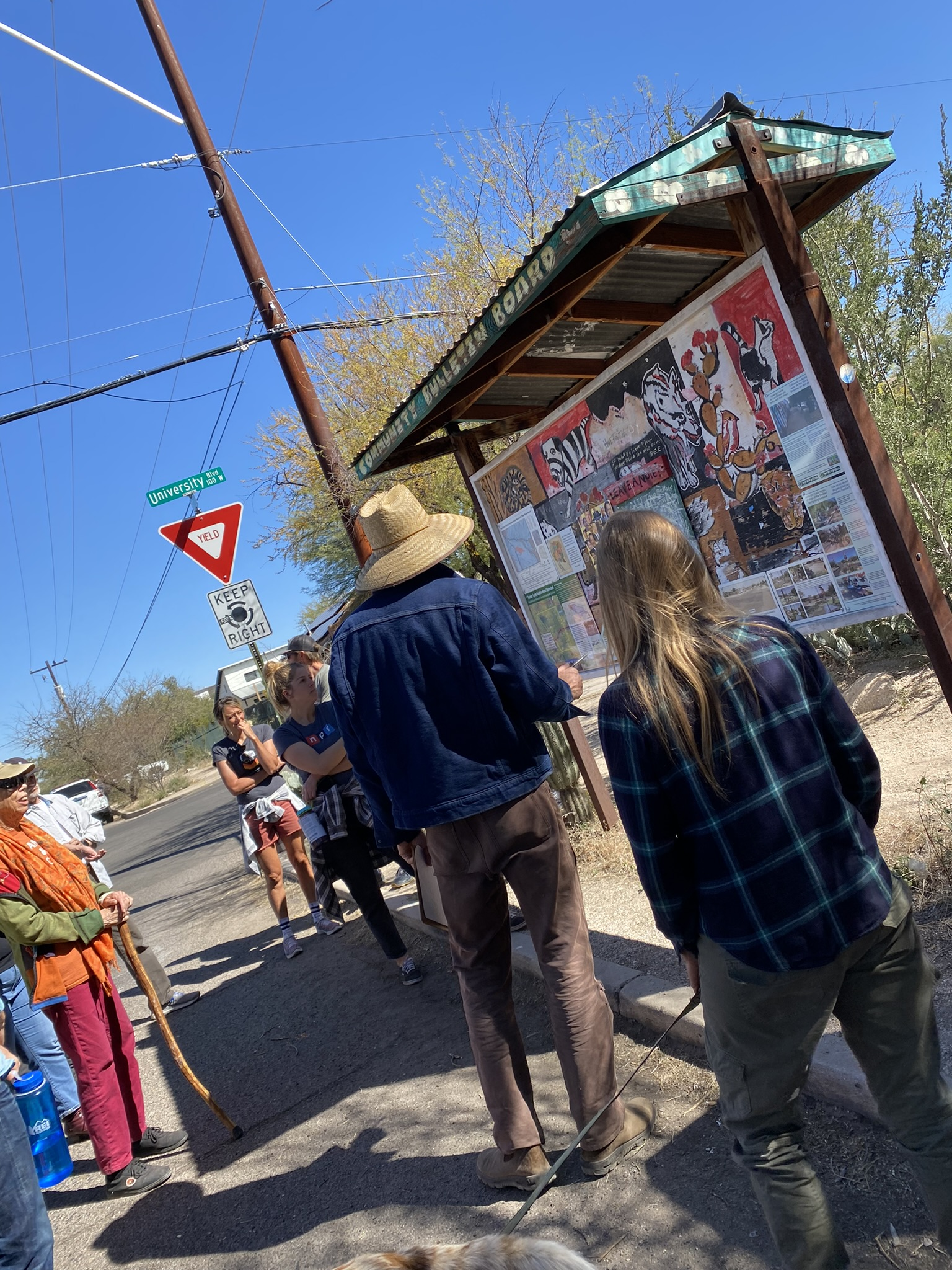
Brad Lancaster conduz uma excursão sobre a coleta de água da chuva e melhorias na caminhabilidade no bairro de Dunbar Spring, em Tucson

A organização sem fins lucrativos Desert Harvesters, cofundada por Brad, ensina o público a identificar, colher e processar muitos dos alimentos de origem vegetal nativos plantandos nos bairros pelos próprios moradores. A Desert Harvesters também facilita a utilização de alimentos nativos, organizando eventos comunitários de moagem que transformam vagens de alfarroba nativa em uma nutritiva farinha, utilizada por um número crescente de restaurantes, cervejarias e cozinhas domésticas.

## Livros
- Lancaster, Brad (2020). Rainwater Harvesting for Drylands and Beyond, Volume 2: Water-Harvesting Earthworks, 2nd Edition. Rainsource Press.
- Lancaster, Brad (2019). Rainwater Harvesting for Drylands and Beyond, Volume 1: Guiding Principles to Welcome Rain into Your Life and Landscape, 3rd Edition. Rainsource Press.
- Desert Harvesters (2018). Eat Mesquite and More: A Cookbook for Sonoran Desert Foods and Living. Rainsource Press.
- Lancaster, Brad (2013). Rainwater Harvesting for Drylands and Beyond, Volume 1: Guiding Principles to Welcome Rain into Your Life and Landscape, 2nd Edition. Rainsource Press.
- Lancaster, Brad (2008). Rainwater Harvesting for Drylands and Beyond, Volume 2: Water-Harvesting Earthworks, 1st Edition. Rainsource Press.
- Lancaster, Brad (2006). Rainwater Harvesting for Drylands and Beyond, Volume 1: Guiding Principles to Welcome Rain into Your Life and Landscape, 1st Edition. Rainsource Press.

## Artigos publicados
- Journal of American Water Works Association
- The Ecologist
- Chelsea Green